# Cuento de navidad
Cuento de navidad (em português: Conto de Natal) é uma Série de Televisão mexicana infantil produzida por Eugenio Cobo para a Televisa, transmitida na época natalina de 1999 e 2000. 1 2  A série é uma versão da história natalina A Christimas Carol, de Charles Dickens e sendo adaptada para a televisão por Salvador Jarabo e Alba García. Estreou pelo  Canal de las Estrellas em 20 de dezembro de 1999 substituindo Serafín e acabou em 7 de janeiro de 2000 sendo substituído por Amigos por Siempre.
A telenovela é uma adaptação da obra do escritor inglês Charles Dickens, e foi a primeira de 3 telenovelas infantis produzidas sobre o Natal.
Foi reprisada pelo TLNovelas entre 16 e 27 de dezembro de 2019, substituindo La usurpadora e sendo substituída por Navidad sin fin.
Está protagonizada por Fernando Colunga, junto com um Ensemble cast formado por Mariana Levy, Itatí Cantoral, Letícia Calderón, Chantal Andere, Maurício Islas, Júlio Alemán, Luz María Aguilar, Manuel Ojeda, José Elías Moreno, Maria Sorté e Chabelo entre outros. 

## Elenco
- Mariana Levy - Guadalupe "Lupita"
- Fernando Colunga - Jaime Rodríguez Coder
- Chantal Andere - Beatriz "Betty" de Rodríguez Coder
- Ernesto Laguardia - Miguel Méndez
- Juan Peláez - Saúl Rodríguez Coder
- Roberto Ballesteros - Gonzalo / Sr. Penumbra
- Nuria Bages - Carmelita de López
- José Elías Moreno - Eleuterio López "Lopitos"
- María Sorté - María Iriarte
- Eric del Castillo - Melquíades
- Leticia Calderón - Espírito dos Natais Futuros
- Renée Varsi - Natalia
- Rafael Inclán - Don Chente
- Jorge Trejo - Hipólito "Polito" López
- Luz María Aguilar - Dona Petra
- Julio Alemán - Severo Rubiales Conde
- Chabelo - Espírito dos Natais Presentes
- Macaria - Lamberta
- Polo Polo - Filemón
- Aarón Hernán - Don Leonardo
- Mauricio Islas - Edmundo Soto del Monte / Toño
- Karla Álvarez - Miriam
- Manuel Ojeda - Espírito dos Natais Passados
- Humberto Elizondo - Samuel
- Luis Couturier - Fernando Soto del Monte
- Pedro Armendáriz Jr. - Rodolfo
- Alejandra Meyer - Amalia
- Eleazar Gómez - Pancho López
- Iliana Monserrat - Clarita López
- Gustavo Aguilar - Benavides
- Itatí Cantoral - Adriana
- Amparo Arozamena - Cliente de Melquíades
- Ana Bertha Lepe - Cliente de Melquíades
- Guillermo Rivas "El Borras" - Vizinho
- Leonorilda Ochoa - Vizinha
- Silva Melano - Lucha
- Laura Flores - Mulher anjo "La señora bonita"
- Arath de la Torre - José Cruz / Bryan
- Sergio "El Comanche" Ramos - Homem que saúda Saúl
- Alberto Estrella - Homem que traz cadeiras para a festa da vizinhança
- Susana González - Ana Soto del Monte
- Edith González - Josefina Coder
- Alejandro Ávila - Saúl Coder (jovem)
- Antonio Brenan - Gêmeo que ajuda María
- Jorge Brenan - Gêmeo que ajuda María
- Rafael del Villar - Convidado da festa de Jaime
- Eugenio Derbez - Enfermeiro
- Jorge Salinas - Convidado da festa de Jaime
- Mariana Seoane - Convidada da festa de Jaime
- Germán Gutiérrez - Convidado da festa de Jaime
- Luz María Jerez - Convidada da festa de Jaime
- Oscar Morelli - Joaquín
- Andrea Lagunés - Menina anjo
- Luis Gimeno - Dr. Ricardo García de Castro
- Joseph Hernández
- Enrique Lizalde - Arsenio
- Adalberto Martínez - Beto
- Nancy Patiño - Margarita (criança)
- Sherlyn - Margarita (jovem)
- Fernando Morín
- Enrique Rocha - Cliente de Don Chente
- Miguel Galván - Transeunte que saluda Don Chente
- Polo Ortín - Rigoberto
- Mariana Botas - Menina anjo
- Arsenio Campos - Mateo
- Vanessa Guzmán - Claudia
- Hendrik Mariné
- Ignacio Ortiz Vera
- Raúl Osorio
- Arturo Peniche - Dr. Antonio
- Gustavo Rojo - Mariano
- Diana Bracho - Queta
- Eduardo Santamarina - Sócio de Don Leonardo
- Jorge Ortiz de Pinedo - Marcial
- Rossana Ruiz
- Yamil Sesin
- Anna Sobero
- Anastasia
- Pedro Weber "Chatanuga" - Dr. Ortiz
- Ricardo Chávez - Voz
- Pablo Cobo - Menino na rua
- Sergio Catalán
- Ingrid Martz - Convidada da luta livre
- Alejandro Villeli - Convidado da luta livre
- Alfonso Iturralde - Convidado da luta livre
- Adriana Nieto - Convidada da luta livre
- Marco Uriel - Taxista
- Alejandro Ruiz - Casimiro
- Gabriela Goldsmith - Katia
- María Luisa Alcalá
- Gerardo Murguía - Dr. Padilla
- Luis Bayardo - Esteban
- María Victoria - Inocencia
- Mario Casillas - Espírito das Campanhas
- Consuelo Duval - Espírito
- Jaime Lozano - Espírito
- Mayrín Villanueva - Espírito
- Rafael Mercadante - Espírito
- Rosa María Bianchi - Espírito
- Rodrigo Ruiz - Espírito
- Yadhira Carrillo - Espírito
- Eduardo Liñán
- Guillermo Aguilar
- Guillermo Zarur
- David Ostrosky
- Héctor Gómez
- Julio Mannino
- Ariel Miramontes
- Lorenzo de Rodas
- Oscar Uriel
- René Muñoz - Rei Baltazar
- Sergio Sánchez
- Fátima Torre
- Génesis Romo
- Moisés Manzano
- Oscar Parra
- Kika Edgar
- Yessica Salazar
- Rodrigo Torreslanda